# Järvamaa
Järvamaa (zkráceně Järva, plným oficiálním názvem Järva maakond, tedy „kraj Jerva“) je historický kraj v Estonsku a zároveň jeden z patnácti krajů, v něž je administrativně rozčleněna současná Estonská republika. Nachází se v centrální části Estonska a sousedí s kraji Lääne-Virumaa, Jõgevamaa, Viljandimaa, Pärnumaa, Raplamaa a Harjumaa.

## Správní členění

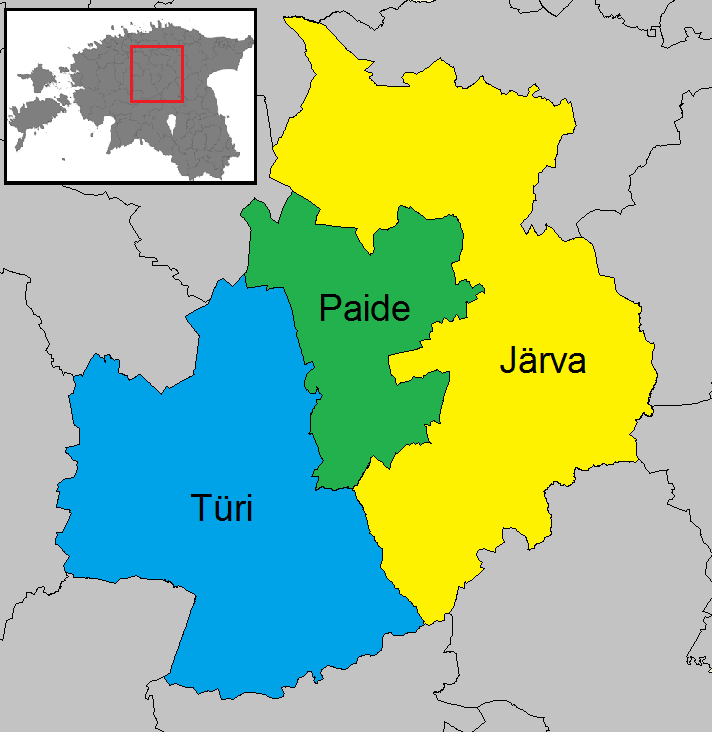
Samosprávné obce kraje Järva

Järvamaa sestává ze 3 samosprávných obcí: statutárního města Paide (které je správním centrem kraje a pod které spadá řada okolních obcí) a venkovské obce Türi a Järva. Před rokem 2017 sestával z města Paide a 13 obcí Albu, Ambla, Imavere, Järva-Jaani, Kareda, Koeru, Koigi, Paide (obec), Roosna-Alliku, Türi a Väätsa.